# Temporada 2025-2026 del FC Barcelona (femení)
La temporada 2025-26 del Futbol Club Barcelona és la 38a de la seva història i la 34a temporada del club en la màxima categoria del futbol espanyol. L'equip competirà aquesta temporada per 4 títols: la Lliga Iberdrola, la Copa de la Reina, la Supercopa d'Espanya, i la Lliga de Campions.

## Desenvolupament de la temporada
El club va anunciar 6 renovacions: Aitana Bonmatí, Vicky López, Jana Fernández, Irene Paredes, Marta Torrejón i Gemma Font. Jana i Marta renoven fins 2026, Irene i Gemma ho fan fins 2027; mentre que Aitana i Vicky serien blaugranes fins 2028.

## Jugadores i cos tècnic

### Plantilla
| N. | Pos. | Nac. | Jugador |
| -- | ---- | ---- | ------- |

FC Barcelona Femení B
| N. | Pos. | Nac. | Jugador |
| -- | ---- | ---- | ------- |

Altes
| N. | Pos. | Nac. | Jugador                                                                                  |
| -- | ---- | --- | ---------------------------------------------------------------------------------------- |
| —  | DEF  | [[Fitxer:Flag of Catalonia.svg\|23x15px\|border \|alt=Catalunya\|link=Selecció de futbol de Catalunya\|{{#if:\|]] | Laia Aleixandri (16 juny. Del Manchester City FC (femení) Carta de llibertat, fins 2029) |

Retorns
| N. | Pos. | Nac. | Jugador |
| -- | ---- | ---- | ------- |

Baixes
| N. | Pos. | Nac. | Jugador                                                                                          |
| -- | ---- | --- | ------------------------------------------------------------------------------------------------ |
| 23 | DEF  | [[Fitxer:Flag of Norway.svg\|23x15px\|border \|alt=Noruega\|link=Selecció de futbol de Noruega\|{{#if:\|]]        | Ingrid Engen (11 de juny. Finalització del contracte. A l'OL Lyonnes)                            |
| 35 | DEF  | [[Fitxer:Flag of Catalonia.svg\|23x15px\|border \|alt=Catalunya\|link=Selecció de futbol de Catalunya\|{{#if:\|]] | Judit Pujols (1 de juliol. Traspàs. Al Verein für Leibesübungen Wolfsburg Frauen)                |
| 25 | POR  | [[Fitxer:Flag of England.svg\|23x15px\|border \|alt=Anglaterra\|link=Selecció de futbol d'Anglaterra\|{{#if:\|]]  | Ellie Roebuck (7 de juliol. Rescissió del contracte. A l'Aston Villa Women Football Club)        |
| 16 | DEF  | [[Fitxer:Flag of Sweden.svg\|23x15px\|border \|alt=Suècia\|link=Selecció de futbol de Suècia\|{{#if:\|]]          | Fridolina Rolfö (7 de juliol. Rescissió del contracte. Al Manchester United Women Football Club) |
| 33 | DAV  | [[Fitxer:Flag of Catalonia.svg\|23x15px\|border \|alt=Catalunya\|link=Selecció de futbol de Catalunya\|{{#if:\|]] | Ona Baradad (8 de juliol. Finalització del contracte. Al Reial Club Deportiu Espanyol)           |
| —  | DAV  | [[Fitxer:Flag of Catalonia.svg\|23x15px\|border \|alt=Catalunya\|link=Selecció de futbol de Catalunya\|{{#if:\|]] | Bruna Vilamala (16 de juliol. Traspàs. Al Club América Femenil)                                  |
| 20 | DEF  | [[Fitxer:Flag of Catalonia.svg\|23x15px\|border \|alt=Catalunya\|link=Selecció de futbol de Catalunya\|{{#if:\|]] | Martina Fernández (16 de juliol. Traspàs. A l'Everton F.C. (femení))                             |
| 5  | DEF  | [[Fitxer:Flag of Catalonia.svg\|23x15px\|border \|alt=Catalunya\|link=Selecció de futbol de Catalunya\|{{#if:\|]] | Jana Fernández (15 d'agost. Traspàs. Al London City Lionesses)                                   |

Cessions
| N. | Pos. | Nac. | Jugador |
| -- | ---- | ---- | ------- |

### Cos tècnic[15]
| - Entrenador: Pere Romeu - Segon entrenador: Rafel Navarro |

## Partits
Victòria       Empat       Derrota

### Pretemporada i amistosos
| 22 d'agost de 2025 | Estrellas de la Liga BBVA MX Femenil | v  | FC Barcelona (femení) | Monterrey, Mèxic                     |  |
| 04:30 CEST Amistós |                                      | [] |                       | Estadi Universitario (UANL), Mèxic · |  |

| 24 d'agost de 2025 | Club América Femenil | v  | FC Barcelona (femení) | Ciutat de Mèxic, Mèxic                       |  |
| 20:00 CEST Amistós |                      | [] |                       | Estadi de la Ciudad de los Deportes, Mèxic · |  |

### Lliga
| 30 d'agost de 2025   | FC Barcelona (femení) | v | Alhama Club de Fútbol | Sant Joan Despí, Catalunya      |  |
| 20:00 CEST Jornada 1 |                       |   |                       | Estadi Johan Cruyff Catalunya · |  |

| Setembre 2025  | Athletic Club de Bilbao (femení) | v | FC Barcelona (femení) | Lezama, País Basc               |  |
| CEST Jornada 2 |                                  |   |                       | Estadi de San Mamés País Basc · |  |

| Setembre 2025  | FC Barcelona (femení) | v | EDF Logroño | Sant Joan Despí, Catalunya |  |
| CEST Jornada 3 |                       |   |             | Estadi Johan Cruyff ·      |  |

| Setembre 2025  | Sevilla FC (femení) | v | FC Barcelona (femení) | Sevilla, Andalusia   |  |
| CEST Jornada 4 |                     |   |                       | Estadi Jesús Navas · |  |

| Setembre 2025  | FC Barcelona (femení) | v | RCD Espanyol (femení) | Sant Joan Despí, Catalunya      |  |
| CEST Jornada 5 |                       |   |                       | Estadi Johan Cruyff Catalunya · |  |

| Octubre 2025   | Sociedad Deportiva Eibar (femení) | v | FC Barcelona (femení) | Eibar, Euskadi                       |  |
| CEST Jornada 6 |                                   |   |                       | Estadi Municipal d'Ipurua, Euskadi · |  |

| Octubre 2025   | Atlético de Madrid (femení) | v | FC Barcelona (femení) | Madrid, Comunitat de Madrid                   |  |
| CEST Jornada 7 |                             |   |                       | Estadi Cerro del Espino Comunitat de Madrid · |  |

| Octubre 2025   | FC Barcelona (femení) | v | Granada Club de Futbol (femení) | Sant Joan Despí, Catalunya      |  |
| CEST Jornada 8 |                       |   |                                 | Estadi Johan Cruyff Catalunya · |  |

| Novembre 2025  | Reial Societat (femení) | v | FC Barcelona (femení) | Zubieta, País Basc                    |  |
| CEST Jornada 9 |                         |   |                       | Instal·lacions de Zubieta País Basc · |  |

| Novembre 2025   | FC Barcelona (femení) | v | Real Club Deportivo de La Coruña (femení) | Sant Joan Despí, Catalunya       |  |
| CEST Jornada 10 |                       |   |                                           | Estadi Johan Cruyff, Catalunya · |  |

| Novembre 2025   | FC Barcelona (femení) | v | Real Madrid Club de Fútbol (femení) | Barcelona, Catalunya                      |  |
| CEST Jornada 11 |                       |   |                                     | Estadi Olímpic Lluís Companys Catalunya · |  |

| Novembre 2025   | Llevant Unió Esportiva (femení) | v | FC Barcelona (femení) | València, Comunitat Valenciana                    |  |
| CEST Jornada 12 |                                 |   |                       | Estadi Ciutat de València, Comunitat Valenciana · |  |

| Desembre 2025   | FC Barcelona (femení) | v | UDG Tenerife | Sant Joan Despí, Catalunya       |  |
| CEST Jornada 13 |                       |   |              | Estadi Johan Cruyff, Catalunya · |  |

| Desembre 2025   | Futbol Club Llevant Badalona | v | FC Barcelona (femení) | Badalona, Catalunya                       |  |
| CEST Jornada 14 |                              |   |                       | Estadi Municipal de Badalona, Catalunya · |  |

| Gener 2026      | FC Barcelona (femení) | v | Madrid CFF | Sant Joan Despí, Catalunya      |  |
| CEST Jornada 15 |                       |   |            | Estadi Johan Cruyff Catalunya · |  |

| Gener 2026      | Alhama Club de Fútbol | v | FC Barcelona (femení) | Alhama de Múrcia, Múrcia                |  |
| CEST Jornada 16 |                       |   |                       | Complejo Deportivo Guadalentín Múrcia · |  |

| Gener 2026      | FC Barcelona (femení) | v | Atlético de Madrid (femení) | Sant Joan Despí, Catalunya      |  |
| CEST Jornada 17 |                       |   |                             | Estadi Johan Cruyff Catalunya · |  |

| Febrer 2026     | FC Barcelona (femení) | v | Sevilla FC (femení) | Sant Joan Despí, Catalunya      |  |
| CEST Jornada 18 |                       |   |                     | Estadi Johan Cruyff Catalunya · |  |

| Febrer 2026     | EDF Logroño | v | FC Barcelona (femení) | Logronyo, La Rioja         |  |
| CEST Jornada 19 |             |   |                       | Estadi La Isla, La Rioja · |  |

| Febrer 2026     | FC Barcelona (femení) | v | Sociedad Deportiva Eibar (femení) | Sant Joan Despí, Catalunya      |  |
| CEST Jornada 20 |                       |   |                                   | Estadi Johan Cruyff Catalunya · |  |

| Febrer 2026     | Granada Club de Futbol (femení) | v | FC Barcelona (femení) | Granada, Andalusia                    |  |
| CEST Jornada 21 |                                 |   |                       | Estadi Nuevo Los Cármenes Andalusia · |  |

| Març 2026       | Real Club Deportivo de La Coruña (femení) | v | FC Barcelona (femení) | A Corunya, Galícia           |  |
| CEST Jornada 22 |                                           |   |                       | Estadi Municipal de Riazor · |  |

| Març 2026       | FC Barcelona (femení) | v | Athletic Club de Bilbao (femení) | Sant Joan Despí, Catalunya      |  |
| CEST Jornada 23 |                       |   |                                  | Estadi Johan Cruyff Catalunya · |  |

| Març 2026       | Real Madrid Club de Fútbol (femení) | v | FC Barcelona (femení) | Madrid, Comunitat de Madrid                      |  |
| CEST Jornada 24 |                                     |   |                       | Estadi Alfredo Di Stéfano, Comunitat de Madrid · |  |

| Abril 2026      | FC Barcelona (femení) | v | Futbol Club Llevant Badalona | Sant Joan Despí, Catalunya      |  |
| CEST Jornada 25 |                       |   |                              | Estadi Johan Cruyff Catalunya · |  |

| Abril 2026      | RCD Espanyol (femení) | v | FC Barcelona (femení) | Sant Adrià del Besòs, Catalunya             |  |
| CEST Jornada 26 |                       |   |                       | Ciutat Esportiva de Sant Adrià, Catalunya · |  |

| Maig 2026       | FC Barcelona (femení) | v | Llevant Unió Esportiva (femení) | Sant Joan Despí, Catalunya      |  |
| CEST Jornada 27 |                       |   |                                 | Estadi Johan Cruyff Catalunya · |  |

| Maig 2026       | UDG Tenerife | v | FC Barcelona (femení) | Santa Cruz de Tenerife, Illes Canàries            |  |
| CEST Jornada 28 |              |   |                       | Estadi Heliodoro Rodríguez López Illes Canàries · |  |

| Maig 2026       | FC Barcelona (femení) | v | Reial Societat (femení) | Sant Joan Despí, Catalunya       |  |
| CEST Jornada 29 |                       |   |                         | Estadi Johan Cruyff, Catalunya · |  |

| Maig 2026       | Madrid CFF | v | FC Barcelona (femení) | Fuenlabrada, Comunitat de Madrid              |  |
| CEST Jornada 30 |            |   |                       | Estadi Fernando Torres, Comunitat de Madrid · |  |